# Damien Denechaud
Pas d'image ? Cliquez ici

a Compétitions nationales et continentales officielles uniquement.

Dernière mise à jour le 26 février 2012.
Damien Denechaud, né le 15 août 1980, est un joueur de rugby à XV français qui évolue au poste de centre au sein de l'effectif du Blagnac SCR depuis 2010.

## Biographie
Il a grandi à Tarbes.

## Palmarès
- Championnat de France de 1re division fédérale :
  - Champion : 2005, 2008 avec l'US Colomiers.